# آلبرت واتسون (بازیکن فوتبال، زاده ۱۹۸۵)
آلبرت واتسون (انگلیسی: Albert Watson؛ زادهٔ ۸ سپتامبر ۱۹۸۵) بازیکن فوتبال اهل بریتانیا است.
از باشگاه‌هایی که در آن بازی کرده‌است می‌توان به باشگاه فوتبال لینفیلد اشاره کرد.